# Angelo Cesaris
Angelo Cesaris (né le 30 octobre 1749 à Casalpusterlengo, et mort le 18 avril 1832 à Milan) est un astronome italien.

## Biographie
Premier astronome de l’Observatoire astronomique de Brera, et directeur de l’institut impérial et royal des sciences, lettres et beaux-arts, Cesaris était né le 30 octobre 1749, et mourut à Milan, le 18 avril 1832, après une longue maladie. Les Ephémérides astronomiques de Milan, qu’il rédigea depuis 1775, les Mémoires de la société italienne, ceux de l’Institut, contiennent de lui d’importants mémoires sur la Conjonction inférieure de Vénus avec le Soleil, le 20 mars 1782 ; sur la Réfraction de la lune, etc. Il a fait une partie des opérations trigonométriques pour la levée de la carte de la Lombardie. Son nom est associé à celui de l’observatoire milanais depuis sa fondation, avec celui d’Oriani.